# Лолода
Лолода — один из западнопапуасских языков, распространён на севере острова Хальмахера, в провинции Северное Малуку (Индонезия).
По данным Ethnologue, количество носителей данной группы языков составляло примерно 15 000 чел. в 1990 году.
Использует латинскую графику на письме.

## Диалекты
В составе данного языка выделяют диалект бакун (2000 носителей).